# 完颜吾扎忽
完颜吾扎忽，金朝将领，女真族，完颜氏，完顏婆盧火之孙。
吾扎忽善骑射。二十岁时，以本班祗候郎君都管从征，因功升任修武校尉。金熙宗皇统二年（1142年），权领泰州军。平陕西，至泾州，在马西镇大破宋兵，升任宁远大将军，袭任猛安。再以本部军跟随完颜宗弼，权都统。完颜亮正隆六年（1161年），参与攻打宋朝。同年，奉命与德昌军节度使移室懑率泰州及曷懒路兵镇压契丹起事军。迁威平尹，驻军泰州。改临潢尹，摄元帅左都监。跟随元帅右都监神土懑解临潢之围。奉命追击契丹军，因押军猛安契丹人忽剌叔率领所部帮助变民军，吾扎忽失利，退守泰州，等待大军。次年，在济州聚甲士一万三千人，会合元帅谋衍，在长泺击败移剌窝斡。在陷泉作战，有功，改任胡里改节度使。为人有才智，善于用军，常出敌不意，以少敌众，号为“鹘军”。